# Victor Neels
Victor Neels (* 15. Januar 1925 in Balen; † 18. Januar 2025 in Zülpich) war ein belgischer Oberst außer Dienst. Neels ist bekannt geworden durch sein Wirken als Kommandant des Camp Vogelsang im Zeitraum 1970 bis 1980.
Neels kämpfte als junger Mann im Zweiten Weltkrieg in der belgischen Résistance gegen die deutschen Besatzungstruppen. Kurz nach dem Krieg trat Neels postwendend in die neu aufgestellte belgische Armee ein und kam als Besatzungssoldat nach Norddeutschland, wo er auch  seine spätere deutsche Ehefrau kennenlernte.
Neels erlebte, dass auch die belgischen Besatzungstruppen wenig Rücksicht auf die Deutschen nahmen. Dennoch kamen sich die Belgier und die Deutschen privat näher, obwohl es bis 1955 ein Fraternisierungsverbot für belgische Soldaten und Deutsche gab.
Victor Neels änderte seine Haltung zu den Deutschen, auch unter dem Einfluss seiner späteren Frau Annelene. Als Kommandant in Vogelsang von 1970 bis 1980 versuchte er, die Lage um das Camp zu entspannen. So litt die Bevölkerung der umgebenden Ortschaften z. B. auch unter den Panzerübungen der Streitkräfte, unter dem militärischen Verkehr, den damit verbundenen Gefahren, dem Dreck und dem Lärm erheblich. Er ließ bei Dreiborn eine Panzerumgehungsstraße bauen, so dass der militärische Verkehr Dreiborn nicht mehr durchqueren musste. Er engagierte sich auch sozial, indem er etwa behinderten Kindern einen Urlaub an der belgischen Küste ermöglichte.
Für seine Verdienste im Dienste der Völkerverständigung erhielt er 1975 das Bundesverdienstkreuz am Bande und 1980 aus den Händen des Kölner Regierungspräsidenten Franz-Josef Antwerpes die Höherstufung zum Großen Bundesverdienstkreuz.
Nach Eintritt in den Ruhestand 1980 lebte er zunächst in Simmerath-Rurberg, später in Zülpich, wo er auch im Januar 2025 im Alter von 100 Jahren verstarb.

## Veröffentlichungen
- mit Andreas Magdanz: Vogelsang. Hrsg.: Dominique Hanson. Musée Royal de l’Armée et d'Histoire Militaire, Brüssel 2010, ISBN 978-2-87051-048-3.

## Victor-Neels-Brücke
Die 2009 fertiggestellte Brücke ist eine Stahl-Hängebrücke mit vier Seilen, die den Urftsee im Nationalpark Eifel überspannt und nach Neels benannt wurde.